# Rohrbachstein
Rohrbachstein är en bergstopp i Schweiz.   Den ligger i distriktet Hérens och kantonen Valais, i den sydvästra delen av landet, 60 km söder om huvudstaden Bern. Toppen på Rohrbachstein är 2 950 meter över havet, eller 189 meter över den omgivande terrängen. Bredden vid basen är 2,8 km.
Terrängen runt Rohrbachstein är bergig åt sydost, men åt nordväst är den kuperad. Rohrbachstein ligger uppe på en höjd som går i öst-västlig riktning. Närmaste större samhälle är Sion, 18,1 km söder om Rohrbachstein. 
Trakten runt Rohrbachstein består i huvudsak av gräsmarker. Runt Rohrbachstein är det ganska glesbefolkat, med 32 invånare per kvadratkilometer.